# Рон Бонтемпс
Рон Бонтемпс (англ. Ron Bontemps, 11 серпня 1926 — 13 травня 2017) — американський баскетболіст.
Олімпійський чемпіон 1952 року.